# 济州航空2216号班机空难
济州航空2216号班机空难，發生在2024年12月29日，涉事客機在降落前遭遇鳥擊，但其後機師錯誤關閉了仍然運作的左側引擎以及不明原因沒有放下起落架而導致機腹著陸，最終飛機衝出跑道，撞上機場外圍儀器降落系統（ILS）的天線與護欄後爆炸起火。該架航班是由泰国曼谷素万那普机场飞往韩国全羅南道务安国际机场的国际客运定期航班，失事機型為波音737-800型客机（註冊編號：HL8088）。
此次空难造成机上181人中179人死亡，仅2名空服员生还，成为济州航空成立19年来首宗致命空难，也是繼阿塞拜疆航空8243號班機空難後於同一周内發生的第二宗严重航空事故。此事故為當時韩国本土最嚴重、並涉及波音737新世代系列飞机的最惨重空難紀錄，同時也是2020年代第二嚴重的航空事故，僅次於半年後的印度航空171號班機空難。

## 背景

### 涉事飛機

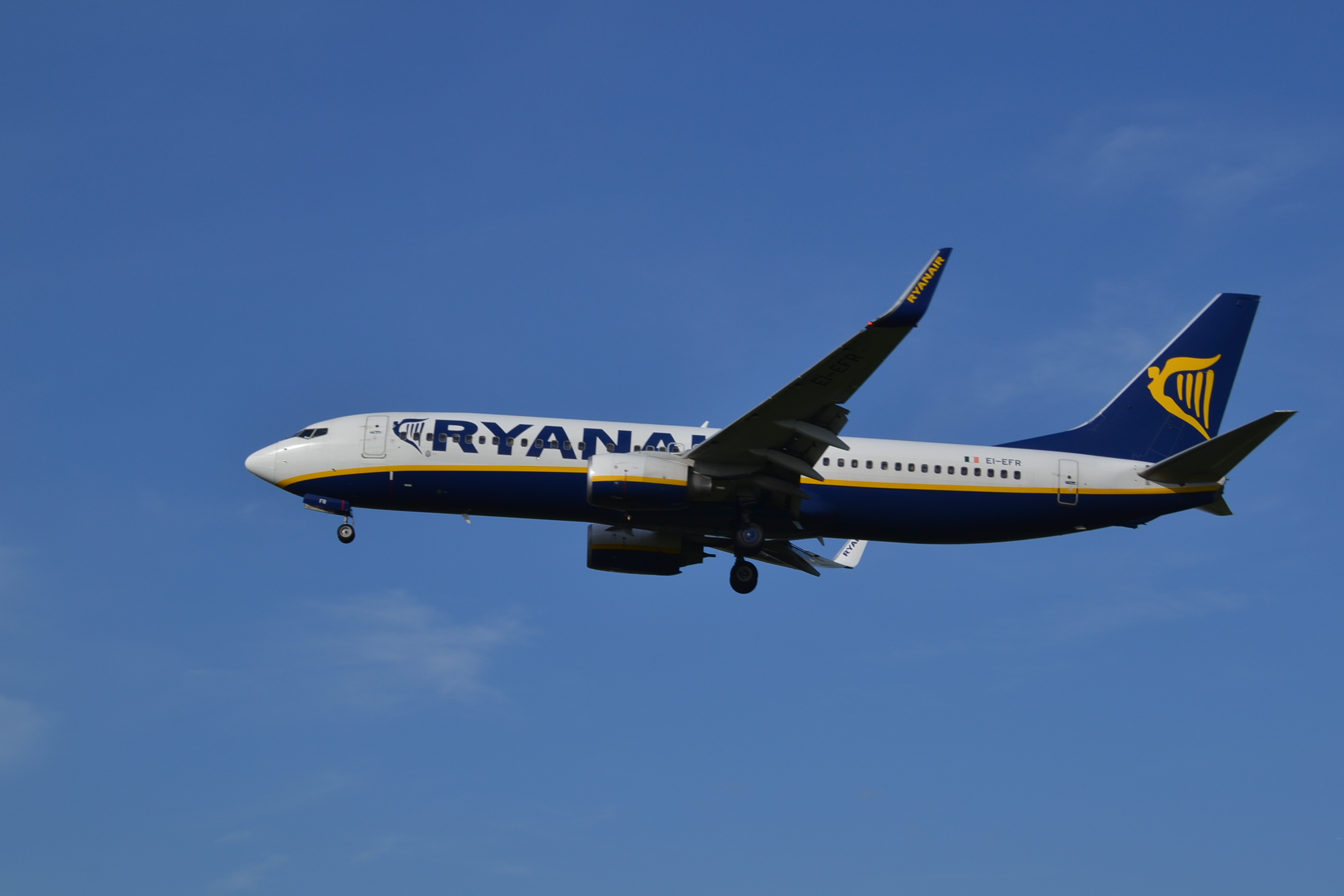
涉事客機，攝於2015年5月21日，此時屬於瑞安航空，註冊號EI-EFR

該失事客机为波音737-8AS，由日本三井住友飛機租賃公司擁有，机龄15年。飛機最初於2009年9月4日租予瑞安航空，出厂时注册号为EI-EFR，使用两台CFM56-7B26发动机，客舱为189座全经济舱高密度布局。2017年2月3日，该机轉租予济州航空，注册号变更为HL8088，座舱布局不变。
事發前48小時內，失事客機共執飛13次。而在2024年12月27日，该客机在执飞从济州国际机场飞往北京大兴机场的8135号航班时改道仁川机场期间，机组成员挂出7700代码（即紧急状态）。濟州航空代表表示此事系有旅客处于医疗紧急状况所致。有報導指出同型号的飞机在过去一年多内多次出现起落架故障。

### 乘客与机组人员
| 国籍 | 乘客   | 乘客     | 乘客     | 机组   | 机组     | 机组     |        |
| 国籍 | 总人數 | 死亡人數 | 生還人數 | 总人數 | 死亡人數 | 生還人數 |        |
| ---- | ------ | -------- | -------- | ------ | -------- | -------- | ------ |
| 韩国 | 173    | 173      | 0        | 6      | 4        | 2        |        |
| 泰国 | 2      | 2        | 0        | 0      | 不適用   | 不適用   | 不適用 |
| 合計 | 175    | 175      | 0        | 6      | 4        | 2        |        |

事故飛機的機長（45岁）是空軍學士軍官出身的機師，擁有6,823小時的飛行經驗，也曾有擔任過數次緊急狀況訓練的飛行教練；副駕駛（35岁）則擁有1,650小時的飛行經驗。據了解，他們分別於2019年3月和2023年2月就任現職。而韓聯社引述航空和旅遊業界消息，失事客機乘客多為光州市一家中小旅行社推出的聖誕節包機跟團遊旅客，另外還有起亞虎的公關部高姓經理、其妻子和3歲兒子一家三人；兩名倖存者身處在機尾，為一男一女的兩名空服員，其中李姓女子被救出时意识清醒，送往木浦中央醫院治療，情況穩定僅有失憶的情況，据其口述迫降前標準程序都正常執行，不知為何會出意外。

## 經過

根據數據重建的當日航線

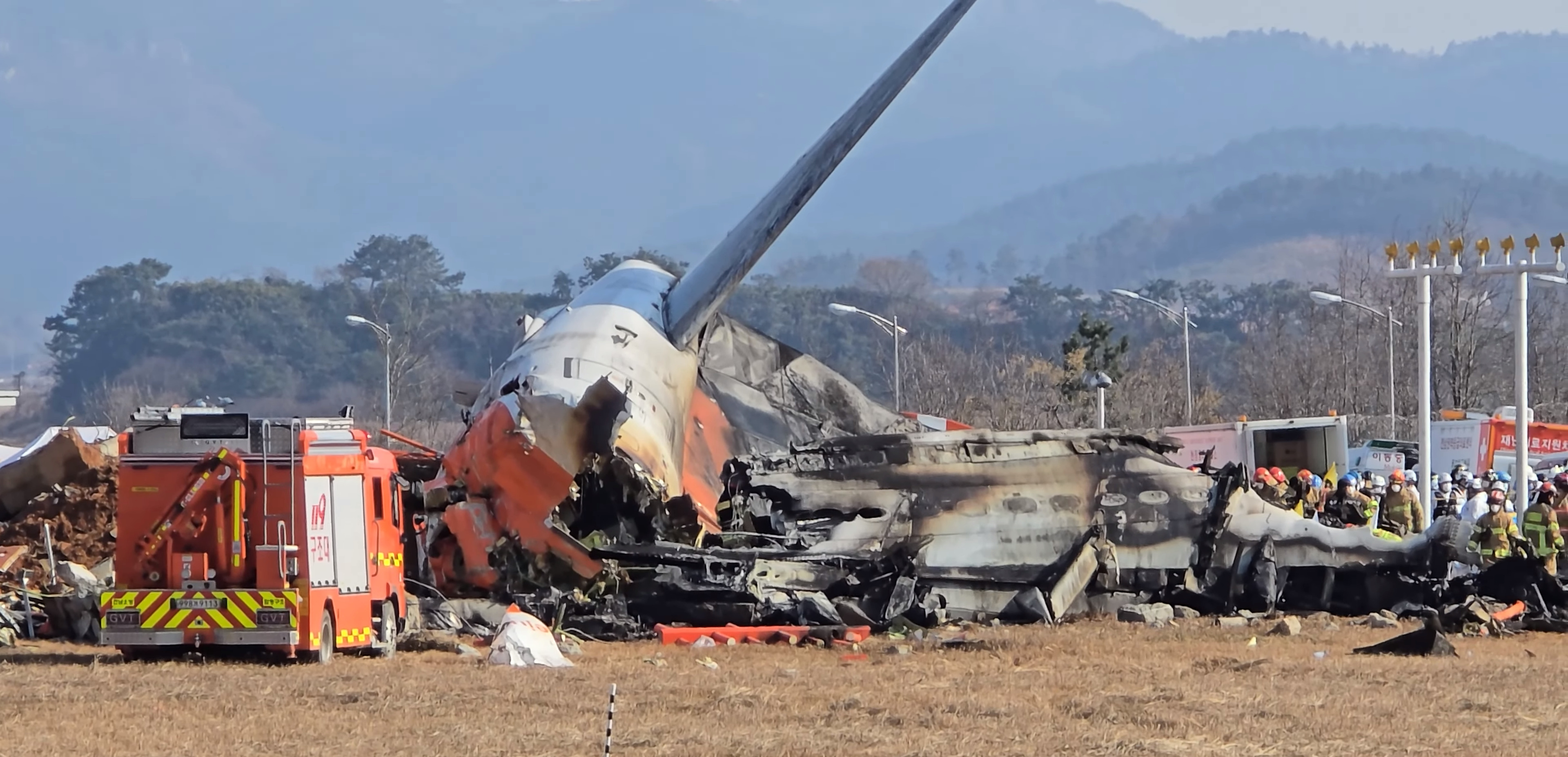
2216号班机撞击并爆炸扑灭后的遗骸

該航班于泰国时间凌晨2時11分（UTC+7）从泰国曼谷素万那普国际机场起飞，机上载有175名旅客和6名机组，預計在上午8時30分在务安国际机场降落，第一次着陆時因鸟击发出紧急求救信号后复飞，第二次尝试着陆时在沒有放下起落架的情況下机腹着陆，最终高速衝出跑道，撞上航向信标台，爆炸起火损毁。當地消防部門稱事故造成179人推定遇難，僅2名机组人員倖存。後來事故原因初步判断疑似飞机降落过程中与鸟群发生冲撞，並有人錄下右邊發動機噴火的照片與乘客的通信記錄，稱機翼上有鳥，导致故障。
紧急部门于上午9時3分接到数通电话，消防部门发出了三级最高火警警报。最初，32台消防车、数架直升机和大约80名消防员被派往现场。當時正好附近住戶注意到異常並拍攝了該飛機，回放影片显示，飞机在未放出起落架的情况下在跑道上高速滑行，然后撞上跑道尾部的設施并爆炸。消防局向美国有线电视新闻网表示，大火“几乎烧毁了”整架飞机。大火于事故发生后43分钟内被扑灭。下午1时36分，消防员开始检查现场及发掘遗体，至下午2时22分已发现96具。

## 罹难者
事件造成179人死亡（旅客175名，机组4名）。当地消防部门称，旅客在飞机在撞向跑道尾端障碍物后被弹出飞机，致使生还几率微乎其微。消防员称部分遗骸散落在距离坠机地点100至200米（330至660英尺）的地方，其他遗骸则在残骸中被发现残缺或被烧毁。警方表示确认已发现的六百余块人体组织可能需要一周。
12月30日12时30分，全罗南道知事金瑛錄称已确定120具遗体身份，159具已收集指纹，其余20具将通过DNA比对确定身份。14时47分，消防局称137具遗体已确认身份，当前仍在收集DNA以确认死者身份。12月31日，已确定174名死者身份（其中32名通过DNA比对确认）。次年1月1日，全部罹难者身份得到确认。

## 調查

濟州航空2216號航班示意圖

該事故由韓國航空和鐵路事故調查委員會主導調查，美國國家運輸安全委員會、美国联邦航空管理局和波音也參與了調查。8位調查人員於12月31日抵達墜機現場。由於GE航空航天與其CFM国际合資企業共同生產飛機上的發動機，因此也加入了調查。
2025年7月19日，韓國航空和鐵路事故調查委員會表示，飞机遭遇鸟击以后，飞行员没有将受损更严重的右侧发动机关闭，而是关闭了左侧发动机，导致飞机两台发动机失去动力。不過韩国民间航空飞行员协会反對這一調查結果，認為韓國航空和鐵路事故調查委員會试图将事故责任转嫁给飞行员。

### 迫降程序之疑點
由於當天天氣晴朗，韓國警方和消防部門推斷，事故原因可能是飛機在降落過程中，起落架故障而無法正常放下，因此需要尝试机腹着陸；至於起落架是否可能因鸟击而故障，需要通过确认具体原因。

### 官方啟動有關調查
韓國要求境內航空公司重新檢查所有波音737-800飛機，由於上述奇怪之處甚多，美國国家运输安全委员会已經表示，他們正率領一支包括聯邦航空總署、波音公司人員在內的小組與韓國調查人員合作，要探明造成這些異常現象的真正原因。
韓國警方宣佈，对濟州航空行政總裁金利培等2名高層發出禁止出境令。警方指，他們是墜機事故的重要證人，且涉嫌職務過失致死。
2025年1月7日，韩国政府证实在飞机引擎中发现鸟类羽毛，即空難事发当时发生鸟击，但尚未同意就兩枚發動機均遭到鳥擊的說法下定論。同月27日正式發表初步報告，證實在兩枚發動機採集到韓國冬季常見候鳥花面鸭DNA的檢體。

### 混凝土墙争议
在事故发生后，除了飞机降落过程中的疑点，务安国际机场跑道末端的混凝土墙也引发了广泛争议，因為這可能是導致航班乘員死亡的關鍵一環。专家指出，飞机在机腹着陆并滑行约1600米后撞上了这道混凝土墙，导致了严重的爆炸和火灾。多位航空安全专家质疑，跑道附近设置坚硬的混凝土障碍物是否符合安全标准。国际航空界普遍认为，跑道末端的障碍物应为水池或是易碎材料（如特性材料攔阻系統，EMAS），以便在飞机失控滑行时能够减少损害。
这道高2米的混凝土墙是支撑航向台的构造物，在事故发生时与飞机发生了剧烈碰撞。英国航空安全专家大卫·利尔蒙特表示，如果没有这道坚固的障碍物，就單單改變這個要素，飞机可能能够继续滑行，并大大减轻失誤事故后果。其他专家也指出，跑道末端与航向台之间的距离较短（仅250米），这一设置可能未能充分考虑到失控飞机的滑行距离。
韩国国土交通部则辩称，该设施的设置符合国际民航组织的相关规定，且设施位置远离跑道本身，位于跑道外的安全区。然而，随着调查的深入，越来越多的声音要求重新审视机场跑道周围设施的设计标准，并探讨是否应使用更为安全的材料，以避免类似悲剧的发生。
2025年1月21日，前韩国机场公社社长孙昌浣被发现死亡。孙昌浣是2020年5月务安国际机场更换混凝土方位角设施（航向信标台）时的民航安全系统“一把手”，初步判斷是自殺。警方表示，对孙昌浣死亡的调查仍在进行中，没有发现“入侵或谋杀的迹象”。空难调查小组表示，死者不是他们的调查对象，也没有作为证人接受询问。
1月22日，韩国国土交通部表示，将优先改善包括去年12月29日发生济州航空事故、造成179人死亡的务安国际机场在内的7个机场跑道附近的危险结构。检查结果显示，在金海机场、济州机场、务安机场等7个机场的9个地点，需要对进场飞机航向引导装置——航向指示器进行结构调整。韩国国土交通部计划研究将定位器基础结构置于地下或用轻钢结构代替的方案。每个机场都将采用符合相关安装规定并能快速实施的解决方案。政府的目标是简化相关规定，在当年上半年完成改善工作，最迟不超过年底。此外，韩国国土交通部还确定了7个机场的跑道安全区域比建议的240米短，并将扩大安全区域。

### 黑盒子資料缺失
有關兩個黑盒子，韓國國土交通部在1月4日發布聲明表示，駕駛艙語音紀錄器的對話還原已接近完成，飛行數據記錄器則需要送回美國進行重建，發動機殘骸等證物也已經在整理。11日，國土交通部表示兩個黑盒子均在空難發生前4分鐘停止記錄。

## 后续

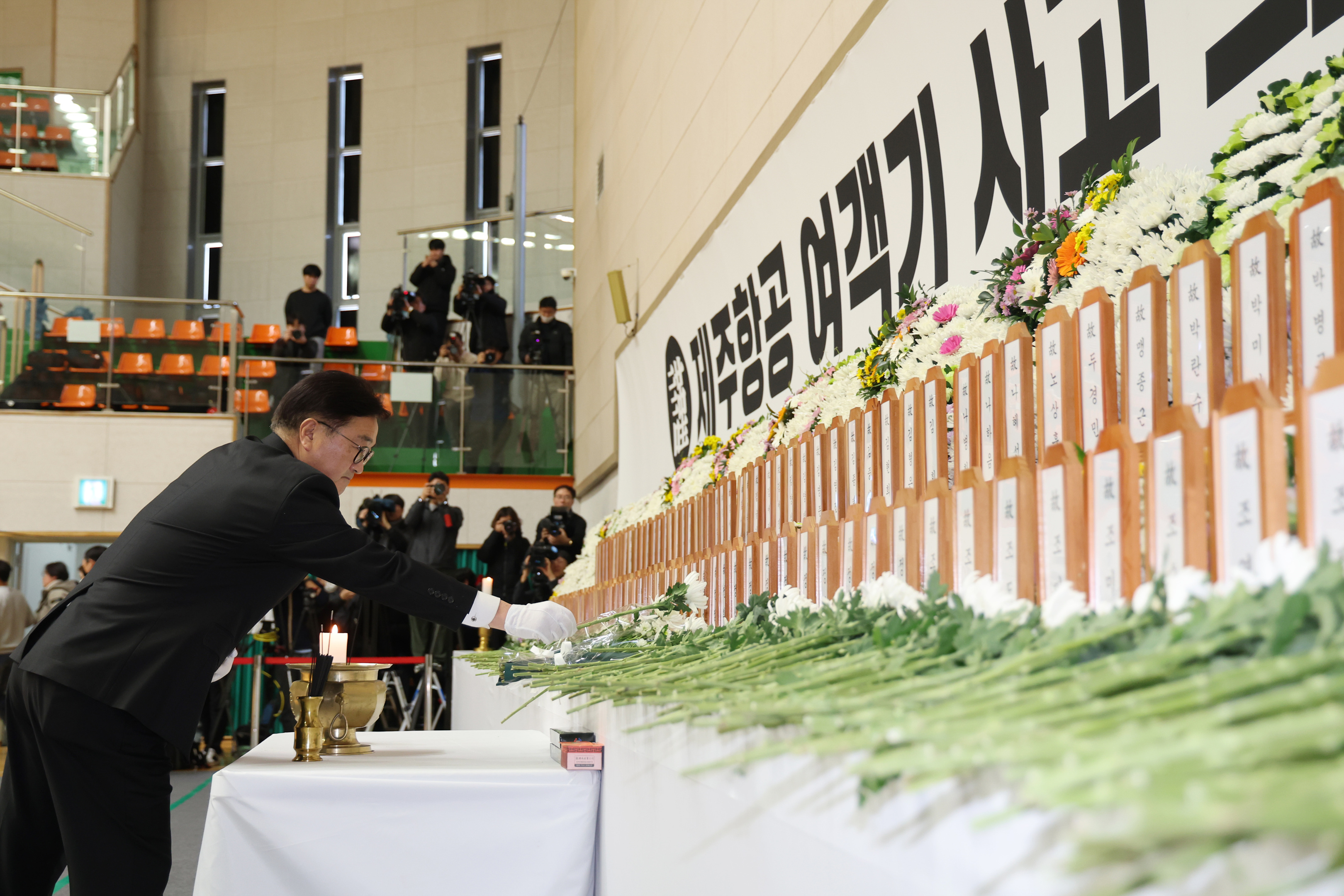
國會議長禹元植獻花

政府将务安郡划为特别灾区，宣佈全國哀悼至2025年1月5日上午0時。全国17市设90处灵堂供群众致哀。于12月27日接替被弹劾的韩悳洙的代理总统兼代理国务总理崔相穆下令采取救援行动。事故发生两小时内，行政安全部成立中央灾难安全对策本部（중앙재난안전대책본부）。事故翌日，代理部长高基东访问务安。韩铁宣布加开高铁专车，于当地时间15时从首尔出发前往木浦，家属可免费乘坐。光州律师协会成立了一个法律支持工作组，为受灾者提供帮助。事故涉及兩名泰国公民身亡，該國驻韩大使馆下半旗志哀。
光州市宣布29日起全市哀悼一周，若干新年庆祝活动被取消。全州市、長興郡、莞島郡、海南郡及全罗南道政府亦停办跨年活动，并宣布哀悼期。不少路人在务安机场范围内留下慰问信及祭品。原定于30日举办的就2024年韩国戒严举办的四次国会听证会延期举行，次日拟在首尔举办的支持罢免被弹劾总统尹锡悦的群众游行亦延期。首尔市政府缩减了新年活动规模。此外，因在12月30日“不顾要求”在漢江举办烟花汇演飽受批評，现代游轮被勒令停运六个月。该公司在道歉的同时表示，由于该活动已被提前预订，因此无法取消。2025年1月1日，整個韓國在低調中跨年，指標性的普信閣敲鐘儀式，也取消了以往的大型表演活動，改為從簡舉行。受戒嚴動蕩與航機事故影响，韓國觀光業重傷，2025年韩国经济政策方向延期公布。韩媒削减了新年娱乐节目。
事故发生后，济州航空大量预订被取消，迄12月30日13时，国内机票取消33,000张，国际（地区）机票取消34,000张。同日，济州航空一B737-800客机在执飞首尔金浦至济州的101号航班期间，起飞后于6时37分短暂遭遇起落架问题，7时25分返航。21名旅客于一小时后选择取消搭乘替代航班。济州航空稍后宣布冬春航季将削减10~15%的航班以便维护客机。
12月30日，韩相关部门决定对国内航空公司运营的波音737-800喷气式客机展开臨時安全检查，并就济州航空的安全等级單獨加强审查。针对国内运营的全部101架波音737-800的检查时间原定于2025年1月3日截止，但相关部门在3日当日宣布检查时间延长至1月10日。韩国空军及海军亦奉国防部命令对其航空资产进行特别检查。
事故死难者亲属组成了支持团体，表示全部死者身份确认前将不会举行葬礼。事故受害者全美淑之父全杰勇指此次事故是“难以置信的”。1月2日，随着全部死者身份得到确认，他们首次为罹难者举办了追悼活动。包括十个组织的代表在内的一千多人在務安机场志愿帮助死难者亲属。至少有18000人参观了在机场设立的联合纪念坛。通报会在务安国际机场的一间会议室举行，务安消防局的急救人员向乘客家属提供了相关信息。一些与会者对没有收到政府官员承诺的每小时更新的信息、不允许靠近事故现场以及关于哪些乘客死亡的报告前后不一致表示愤怒。许多人还对济州航空在首尔召开新闻发布会表示愤怒，因为在务安机场的发布会上没有济州航空的官员出席。代总统兼代总理崔相穆视察了灾难现场，一些乘客家属向他表达了对受灾者缺乏实时更新信息的不满。代理总统亦于12月30日前往务安一吊唁处。
2025年1月20日，政府在世宗市正式设立工作组，为死难者亲属提供支持。该工作组由國土交通部、行政安全部和保健福祉部、全罗南道厅、光州广域市政府、务安郡和韩国机场公司组成。
波音公司的股票价值在事故发生后呈下跌趋势。自事故发生前最后一个交易日（12月27日）的180.72美元至1月3日的169.90美元，跌幅近6%。
2025年4月，當局實施一系列新的航空安全措施，這些措施包括對發生致命事故的航空公司施以一年禁飛期等行政處分；針對航向道設備的位置與結構易損性制定更嚴格的技術規範；延長跑道長度的法定要求；在較短跑道上強制設置能量吸收型阻攔系統；增派人力與設置監控系統以防範鳥擊事故；擴大禁設可能吸引鳥類設施的土地範圍；提高地勤維修與技術人員的任用標準與訓練門檻；並加強對飛航機組進行之維修等。

## 各方反應

### 國內反應

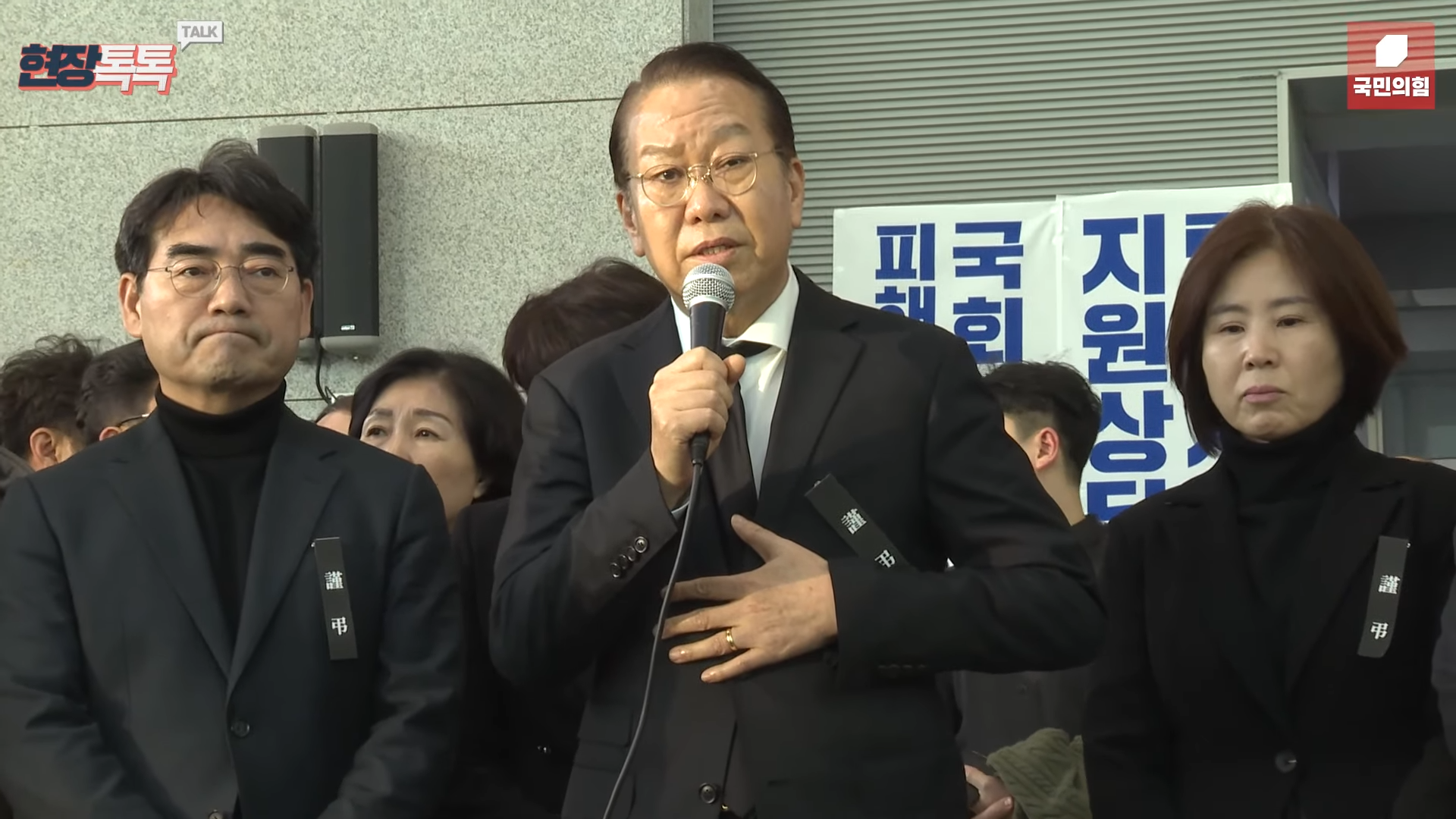
空难善后处理紧急委员会负责人权寧世会见空难遇难者家属

因發動戒嚴而被停职的韩国总统尹锡悦也在其社交媒体上表示哀悼。执政党国民力量及反对党共同民主党于2025年1月7日同意成立联合特别委员会调查空难。
济州航空在官网刊登声明，就此次事故致歉，并暂时移除了售票链接，首頁亦改成黑白色調。濟州航空首席执行官也在网站刊文道歉。该航空公司派出 260 名员工前往务安协助遇难者家属料理善后。
韩行政安全部在事发2小时45分后才发出紧急短信，被务安郡当地居民批评为时已晚，郡官员为此致歉。灵光郡政府发出的两条紧急短信也因传递不相关的信息而受到批评，这些短信包括慰问和支持信息，而不是行政安全部规定的灾难和应对信息。
由於起亞虎的公關部經理是罹難者之一，起亞虎球團在X平台上發佈哀悼訊息；李多慧、李珠珢和李雅英等前啦啦隊員亦對此事表示哀悼。

#### 演藝圈
南韓3大台的綜藝節目，包括《出發！Video旅行》與《神秘音樂秀：蒙面歌王》等，全數停播，原定當晚舉行的《2024 MBC演藝大賞》亦宣告取消。
多名K-pop人物于社交媒体表示将延期发行新歌新专辑。12月30日，SOURCE MUSIC宣布，原定於當日下午6時發行LE SSERAFIM成員許允眞的個人創作歌曲《海蜇》（Jellyfish）延後發佈。聲明中表達了對罹難者的深切哀悼，並向受影響的家屬致以慰問，呼籲粉絲理解並支持這一決定。公司補充表示，將在未來另行公布新發行日期。
男团防弹少年团（BTS）成员j-hope捐赠了1亿韩元予救灾组织“希望之桥全国灾害救援协会”，以作济州航空失事客机遇难者的遗属援助。

### 國際反應
泰国总理佩通坦·欽那瓦在社交媒体平台X上發文，向事故罹難者及其亲属表示哀悼。
中共中央总书记、国家主席习近平就此事向韩国代总统崔相穆致慰问电。中国驻韩国大使馆称，初步消息显示班机上没有中华人民共和国籍乘客。
中華民國外交部表示，駐韓國代表梁光中已向韓國政府表達慰問，並查證該班機無中华民国籍旅客搭乘，將密切注意後續發展。中華民國總統府發言人郭雅慧表示，總統賴清德代表中華民國政府及人民，向機上不幸罹難者及家屬致上深切哀悼之意，並希望傷者早日康復。此外，由於事發時間接近跨年夜，各地負責跨年晚會的主辦單位均表示，已邀請的韓國藝人將按原計劃如期出席相關活動。
日本首相石破茂在X上發文，表示事故使其深感悲痛，並代表日本政府及國民，對遇難者及家屬衷心哀悼，希望傷者早日康復。韓國藝人在日本海外的所有行程，包括第66屆日本唱片大獎、第75回NHK紅白歌合戰都如期參加。
德國總理奧拉夫·朔爾茨及在社交媒体平台X上向事故受害者及家屬表示哀悼，並希望傷者早日康復，德国总统弗兰克-瓦尔特·施泰因迈尔随后也跟进表示哀悼。
美国总统乔·拜登及其妻子吉尔·拜登同时在白宫表达深感悲痛，白宫已准备好提供一切协助。國家運輸安全委員會、美国联邦航空管理局及波音公司已派遣官员协助调查。
此外，乌克兰总统弗拉基米尔·泽连斯基，土耳其总统雷杰普·塔伊普·埃尔多安，塞尔维亚总统亚历山大·武契奇，英国国王查尔斯三世和英国首相基尔·斯塔默，
馬來西亞首相安华·依布拉欣，新加坡總理黃循財，越南國家主席梁強，沙特阿拉伯外交部，伊朗外交部，梵蒂冈圣座官员亦向事故罹难者及其亲属表示哀悼。

## 腳註
1. ↑  Chaue Sirithon[16]
、Doungmanee Jongluk[17]
2. ↑  原文為「학사사관（學士士官）」，雖然漢字為士官，但是相當於台灣的軍官。

## 外部連結
- 事故描述 （页面存档备份，存于） - 航空安全網